# Гусендос-де-лос-Отерос
Гусендос-де-лос-Отерос (ісп. Gusendos de los Oteros) — муніципалітет в Іспанії, у складі автономної спільноти Кастилія-і-Леон, у провінції Леон. Населення — 139 осіб (2010).
Муніципалітет розташований на відстані близько 260 км на північний захід від Мадрида, 28 км на південний схід від Леона.
На території муніципалітету розташовані такі населені пункти: (дані про населення за 2010 рік)
- Гусендос-де-лос-Отерос: 74 особи
- Сан-Роман-де-лос-Отерос: 65 осіб

## Демографія
Динаміка населення (INE ):